# Grubeulepis augeneri
Grubeulepis augeneri är en ringmaskart som beskrevs av Pettibone 1969. Grubeulepis augeneri ingår i släktet Grubeulepis och familjen Eulepethidae. Inga underarter finns listade i Catalogue of Life.